# Nambu Tipo 14
A pistola Nambu Tipo 14 (南部拳銃 ou 南部大型自動拳銃 Nanbu kenjuu or Nanbu ōgata jidou-kenjuu), foi uma arma semiautomática usada pelo Exército imperial japonês e Marinha Imperial Japonesa durante a Primeira e Segunda Guerra Mundial. A pistola teve duas variações, o Tipo A (também conhecida como Tipo 4), e a Tipo 14 (南部十四年式自動拳銃).

## Outras imagens
| {{{caption}}}                   |
| Nambu Tipo A ou Tipo 4 de 1902. |

| {{{caption}}}          |
| Nambu Tipo 14 de 1925. |